# Ultra Electronics
Ultra Electronics Holdings est une société britannique de défense et de sécurité. Elle était cotée à la Bourse de Londres et faisait partie de l'indice FTSE 250 jusqu'à son acquisition par Cobham, elle-même détenue par Advent International.